# Атакент (центр делового сотрудничества)

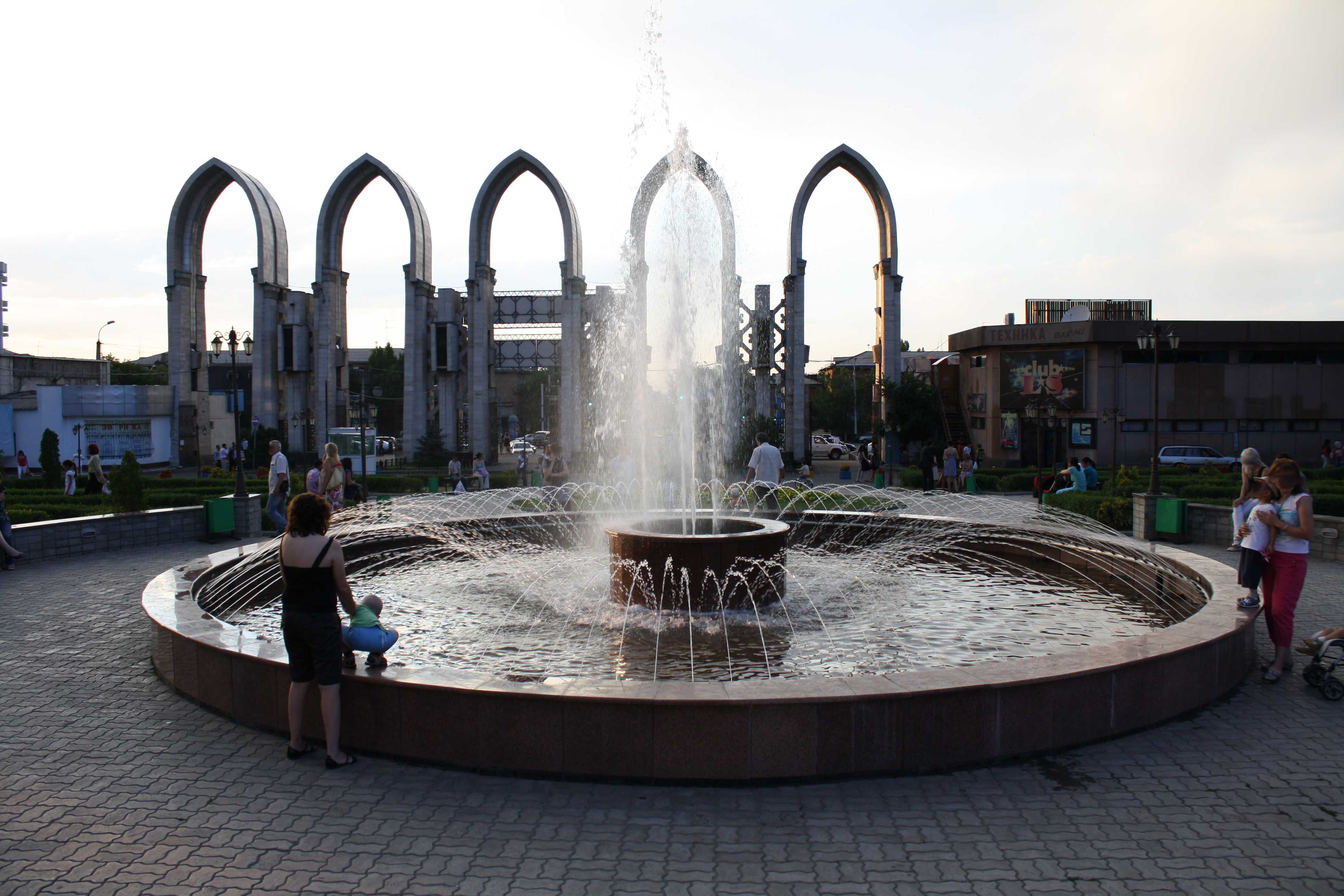
Фонтан на главной площади Центра делового сотрудничества «Атакент»

«Атакент» — центр делового сотрудничества (выставочный центр) в городе Алма-Ате, Казахстан. Атакент — это территория свободного посещения, здесь проходили научные, промышленные, сельскохозяйственные и другие выставки и ярмарки.
Основное назначение Атакента — содействие развитию экономических и производственно-коммерческих связей, делового сотрудничества, интеграции казахстанской экономики в мировую. При этом, до создания Атакента ВДНХ КазССР безсменно возглавлял Джумашев Баян Куттыжулович. Именно он с момента создания и до 90-х годов фактически создал ВДНХ и руководил им.

## История
В советские годы, согласно идеологическим канонам, с лучшими образцами научного, промышленного, сельскохозяйственного производства граждан знакомили на Выставках достижений народного хозяйства (ВДНХ). Опираясь на эти взгляды, осенью 1955 года была образована ВДНХ Казахской ССР как народнохозяйственная выставка, как центр сосредоточения и пропаганды научно-технических достижений, распространения передового опыта в разных отраслях экономики.
В 1959 году было принято решение о строительстве комплекса ВДНХ КазССР. Для этого был выбран земельный участок площадью 100 га западнее Ботанического сада. Осью композиции комплекса стала 5-я линия (сейчас улица Ауэзова) с аванплощадью перед входом. Закончить строительство планировалось в 1960 году, но было перенесено на год. Выставка открылась для посетителей в июне 1961-го.
В становлении ВДНХ Казахской ССР и работе Республиканского комитета Выставки достижений народного хозяйства принимали участие известные руководители и специалисты народно-хозяйственного комплекса К. И. Сатпаев, А. М. Вартанян, М. А. Битный, К. А. Абдугулов, И. О. Омаров. Руководил всем этим с момента создания Джумашев Баян Куттыжулович, потомственный сельхозник.
В годы перестройки (90-е годы) были пересмотрены концепции деятельности выставочного центра и превращения бывшей ВДНХ в современный Центр делового сотрудничества. Предложений было много, но путь создания акционерной компании стал решающим. Казахстанский центр делового сотрудничества «Атакент» как акционерное общество с государственным участием был образован Постановлением Правительства Республики Казахстан № 688 от 26 августа 1992 года на базе имущественного комплекса бывшей Выставки достижений народного хозяйства республики (ВДНХ).

## Архитектура
Авторы проекта здания: по данным краеведа Проскурина В. Н.: архитекторы А. Соколова, В. Ширшова, Л. Фогеля, Н. Кукушкина.
«Атакент» — одно из первых сооружений, выполненное по характеристикам павильонного типа, прямоугольное в плане, стоящее на высоком стилобате. 
Стены — каркасные, на металлических конструкциях с остеклением, перекрытие потолка — фермы. Главный вход в лоджии с торца здания имеет орнаментальные решетки солнце защиты по всей её высоте. Остальные фасады — глухие, с дополнительными выходами. Ядро здания — двухуровневый экспозиционный зал с группой служебных помещений, расположенных со стороны главного фасада. Естественное освещение — незначительное, за счет проходящих вверху, по периметру здания, окон. На обширной территории находятся выставочно-информационные павильоны и открытые экспозиционные площадки. Здесь проводятся международные, национальные, тематические выставки и ярмарки, конгрессы и конференции. В наши дни сооружение немного поменялось: была произведена перепланировка павильонов и экстерьера сооружений.
Комплекс находится в экологически чистой зоне общей площадью 650 тыс. кв. метров. В глубине территории (боскеты, клумбы) водные каскады перед всеми фасадами. «Атакент» имеет обширную инфраструктуру отдыха, включающую в себя аквапарк, а в юго-восточной части центра располагается Дворец бракосочетаний «Бахыт».
В 1983 году входная группа была реконструирована. По проекту архитекторов Алматыгипрогора вместо поддерживающих флагштоки пилонов были построены стрельчатые арки. Обновление архитектуры коснулось и кассовых павильонов.
Объект можно посещать в любое время года. Часы работы выставочных залов: с 10:00 до 18:00.

## Учредители
Учредители — крупные республиканские компании, банки, частные предприниматели. В состав «Атакента» входит шесть дочерних фирм и компаний: «Атакент-Экспо», «Выставочный сервис», международный торговый дом «Атакент-Торговля», «Атакент-Страхование», «Атакент-Отель», «Атадан» — казахстанско-германское совместное предприятие. «Атакент» демонстрирует достижения всех отраслей экономики, науки, культуры и здравоохранения, а также лучшие образцы зарубежной и казахстанской техники и современных технологий.

## Названия в разные годы
1950—1954-х гг. — Павильон Казахской ССР
1963 — Павильон ВДНХ (выставка достижений народного хозяйства)

С середины 1990-х по настоящее время — Центр делового сотрудничества Атакент